# Gholamhossein Bigdeli
Gholamhossein Bigdeli (Zandjan, 15 mars 1919 - Karadj, 16 août 1998) est un écrivain iranien.